# Adriana Marmoreková
Adriana Marmoreková (nepřechýleně Marmorek; * 1969) je kolumbijská umělkyně, která zkoumá témata touhy prostřednictvím fotografií, videí, instalací a soch.
Marmoreková vystavovala své práce v Kolumbii, Spojených státech, Argentině, Itálii a Belgii a některé její práce vlastní Museo de Arte Moderno v Cartagena de Indias. Marmoreková byla nominována na 9. cenu Luise Caballera za současné umění v roce 2017.
V současné době žije a pracuje v Bogotě v Kolumbii.

## Raný život a vzdělání
Adriana Marmoreková se narodila v Bogotě v Kolumbii v roce 1969.  Pochází z tradiční a konzervativní rodiny a studovala na katolické škole.
V letech 1988 až 1992 studovala sociální komunikaci na Universidad Javeriana v Bogotě v Kolumbii. Její výtvarná kariéra odráží některé její začátky v oblasti televize a reklamy. 
V letech 2004 až 2006 získala Marmoreková magisterský titul v oboru výtvarných umění na Universidad Nacional v Kolumbii. 

## Kariéra
Marmoreková rozvinula svou uměleckou kariéru jako sochařka a pomalu expandovala do dalších médií, jako je fotografie, video a instalace. 
S využitím svých znalostí televize a publicity z raných studií  Marmoreková vyvinula styl umění, ve kterém zpochybňuje kolumbijské konzervativní a nesmělé názory na sex a zkoumá koncept „touhy“ a toho, jak s tím souvisí lidské vztahy, ženskost, láska, zármutek a sexualita. 
Tvorba autorky se od počátku projevovala erotikou. Prostřednictvím svých prvních soch pokřivených, zkroucených a mnohovrstevných bronzových postav, které připomínaly lidské tělo, umělkyně dokázala přijmout konceptuální styl umění, kterým je v současnosti známá. 
Kolem roku 2006 expandovala za sochařství a ponořila se do fotografie, videa a instalace  Kromě toho vytvořila médium nazvané Architektura touhy, které používá ke zkoumání konceptů touhy a potěšení prostřednictvím důkladné analýzy sociálních, historických a erotických prvků.
Marmoreková zkoumá lidskou zvědavost tím, že do svých uměleckých děl přidává prvky, jako jsou kukátka a zrcadla, aby přinutila diváka být aktivní součástí díla. Dílo umělkyně také nutí diváka konfrontovat se s vlastní intimitou a více se otevřít vlastním představám o touze a sexualitě.

### Umělecké dílo
Během své kariéry Marmoreková zkoumala a pracovala s tématem vztahů a intimity, například její výstava El Tocador v roce 2009 v LA Galeria v Kolumbii sestávala z 15 objektů složených z použitého nábytku, videa a instalace. Všechna díla zprostředkovávala myšlenky a opakující se témata erotiky a zároveň zpochybňovala domnělé liberální názory na dnešní sex.  Pro tuto konkrétní výstavu umělkyně dva a půl roku zkoumala vztahy mezi neživými předměty a subjektem, který je používá.  Marmoreková soustředí své zájmy na to, co se děje kolem tohoto specifického, ženského kusu nábytku, budoáru, a v jednom z nejintimnějších prostorů, ložnici mezi milenci a jí samotnou. Spolu s budoárem nebo „Tocadorem“ zkoumá další kusy nábytku, na které promítá sexuální snímky těla, které doplňují tento fantazijní svět mezi nábytkem a tělem, který umělkyně pro tuto výstavu vytvořila. 
Podobně jako ve filmu El Tocador zkoumala vztah mezi předměty a subjekty, její výstava z roku 2013 Ánima zkoumá vztah mezi láskou a destrukcí a prostřednictvím smíšených médií ukazuje, jak jdou láska a destrukce ruku v ruce. Jeden z hlavních dílů výstavy je ovlivněn Boschovou " Zahradou pozemských rozkoší " Anima je křišťálová urna jako ta na obraze, ale místo dvou milenců umístí dva tenké zlaté pláty, které tančí kolem sebe a dotýkají se, podobně jako dva milenci, kteří se navzájem líbají a hladí. Tento pohyb netrvá věčně a oba se navzájem opotřebovávají a pomalu ničí. Další kousek v pořadu "Penelope- Kde jsi?" je stroj vyrobený ze dřeva, který najde a vytiskne jakýkoli tweet, který zmiňuje slovo „láska“, bez ohledu na jazyk. Když ji stroj tiskne, také ji skartuje na tenké kousky papíru. Oba tyto kousky vyjadřují lásku a destrukci a ukazují, jak jeden bez druhého nemůže existovat. 
Po přečtení románu The Human Stain od Philpa Rotha, ve kterém autor mluví o šatech, které si Monica Lewinská zachrání po svém vztahu s Billem Clintonem, začala Adriana Marmoreková přemýšlet o mnoha předmětech a darech, které pocházely od minulých lásek, a začala dokumentovat historie a zkoumání, jak v něčím životě dosáhly takové důležitosti. Strávila více než pět let zkoumáním vztahů mezi lidmi a vzpomínkami, které zůstaly v konkrétních předmětech z minulých vztahů, a shromáždila přes 51 předmětů, které nazývá „relikvie“. Umělkyně věří, že v každém milostném příběhu jsou silné momenty, které se postupem času začnou zdát neskutečné, tyto „Relikvie“ nebo „Relikvie“ jsou fragmenty z minulosti, které divákovi připomínají, že tyto magické okamžiky se skutečně staly a i když tento vztah skončil, stále z něj zbyly fragmenty. Skutečnost, že tyto předměty obsahují takové magické momenty, ztěžuje jejich likvidaci, kolumbijské noviny El Tiempo hovoří o tom, jak držení těchto předmětů ovlivňuje psychologii jednotlivce. Umělkyně chce, aby je lidé viděli jako artefakty, proto je nazývá relikviemi  a vystavuje je ve skleněných vitrínách, jako by šlo o vzácné poklady. Na konci výstavy se Marmoreková rozhodne 12 oněch „relikvií“ při slavnostní akci spálit. Spálením předmětů umělkyně umožňuje majiteli zbavit se břemene, které ovlivňuje psychiku jedince, a přitom stále ctít předmět a vzpomínky. Tato událost byla také zaznamenána a fotografována, což umožnilo další výstavu v roce 2016, Reliquias de amor a „Háblame amor“ v roce 2017. 

## Veřejné sbírky
Dílo Marmorekové je ve vlastnictví Museo de Fotografía de Bogotá, Kolumbie; Museo de Arte Moderno, Cartagena de Indias, Kolumbie; a Ayala-Suárez Colección de Arte Latinoamericano, Buenos Aires, Argentina.

## Samostatné výstavy
Výběr samostatných výstav:
- The Unspoken, Remy Toledo Gallery, NY, 2006
- A través del espejo, LA Galeria, Bogota, 2007
- "Habitación Propia" in In-situ and "Construcción Sensible", Cámara de Comercio, Bogota, 2008
- El Tocador, LA Galeria, Bogota, 2009
- Punto Básico: Doble Nudo, LA Galeria, Bogota, 2011
- "Desidium", MUUA Colombia, 2013
- "Anima", La Galeria, 2013
- "Aqua", MAG3 Vídeň, Rakousko, 2014
- "Máquinas deseantes" Artbo, Nohra Haime Gallery, 2015
- "Ensayos para Objetos de Deseo", NH Galeria, Kolumbie, 2015
- "AlterEGo", Museum of Contemporary art, Bogota, 2015[17]
- "Love Relics", Nohra Haime Gallery, NY, 2016[18][19][20]
- "Love Relics", Modern Art Museum, Bogota, 2017[15][16]

## Skupinové výstavy
Výběr skupinových výstav autorky:
- "Máquina Deseante", Galería Dos Casas, Bogota, 2011.
- "Tránsitos", LIA, LA Galería, Bogota, 2012
- "Ellas Sí Hablan", Galería Villa Manuela, Havana, Cuba, 2012
- "La Luz", Rojo Galería, Bogota, 2012
- "L'Essenza Di Tutte Le Cosse", Primo Piano Livingallery, Lecce, Italy, 2012
- "Infinitum cuerpo: de corrosiones y placeres", Galería Espacio Alterno, Bogota, 2013
- "theRed,", MAG3, Vienna, Austria, 2013
- "theRed", Ruse Bulgaria (with Ruse Art Gallery), 2014
- "La Novia del Viento", MUUA, Museo de la Universidad de Antioquía, Medellín, 2014
- "theRed", Galerie Lisi Hämmerle, Bregenz, Austria, 2014
- "Dialogs with the Collection", Museo de Arte Moderno de Bogotá, Kolumbie, 2015
- "Abrahadabra", Museo de Arte Contemporáneo de Bogotá, Kolumbie, 2015[21]
- "Mythologies", Galería El Nogal, Bogota, 2015
- "Heroin", Galería Nest, Bogota
- ARCO Colombia, Curatorial Selection by Juan Andrés Gaitán, Madrid, Spain, 2015
- "Dame un Beso, Kiss Me, Küss Mich", Tatiana Pagés Gallery, New York, 2015
- "Intimate Voices,", Museo Nacional de Colombia, Bogotá, Kolumbie, 2016
- "Pasado Imperfecto", NH Galería, Cartagena de Indias, 2016
- "Schnabel, Muniz y Otras Obras Maestras", NH Galería, Cartagena, Colombia,, 2016
- "Obras en la Colección del Museo", Museo de Arte Moderno de Cartagena, Kolumbie, 2016
- "Medusas. Mujer Mito/Mujer Sombra", MAC Museo de Arte Contemporaneo de Bogotá, Kolumbie, 2016[22]
- "Creative Tech Week NYC", Hyphen Hub, New York, -2016
- "Objetus", NH Galería, Cartagena de Indias, Kolumbie, 2016
- "Retrospective /10Years Mag3", Mag3, Vienna, Austria, 2016
- "El Trueque", Rincon Projects, Bogota, 2016
- "Hagase la luz", Fundacion Artnexus, Bogota, 2017
- "Dark and Stormy Night: The Gothic in Contemporary Art", Lehman College Art Gallery, New York, 2017
- "New Place, New Space", Nohra Haime Gallery, New York, 2017
- "FEMALE\FEMINIST/2017", Lyme Academy College of Fine Arts, Old Lyme, CT, 2017
- "2017 Hot New Pics", Midwest Center for Photography, Wichita, KS, 2017
- "Wealth", LA galería, Bogotá, Kolumbie, 2017
- "Feminist Feminine", Nohra Haime Gallery, New York, 2017
- "Visiones Algorítmicas", NH Galería, Cartagena, 2017[4][1]

## Publikace
- Adriana Marmorek: DESEO, Poética de la Seducción.[23]
- Adriana Marmorek: Love Relics.[15]
- Y EL AMOR...¿COMO VA?[24]